# Владислав II Вигнанець
Владислав II Вигнанець (пол. Władysław II Wygnaniec; 1105 — 30 березня 1159) — князь польський у 1138-1146 роках.
Онук Великого князя Київського Святополка II Ізяславича. По батьківській і по материнський лінії був нащадком Великих князів Київських Володимира I Великого та Ярослава I Мудрого.

## Життєпис
Походив з династії П'ястів. Син князя Болеслава III Кривоустого та Збислави Святополківни, доньки Великого князя Київського Святополка Ізяславича.
Спочатку як домен отримав Сілезію. Це відбулося наприкінці 1120-х років. Йому було доручено захист кордонів Польщі від зазіхань Богемського королівства. Для посилення союзників в цей час (1125) Владислав одружується на представниці роду Бабенбергів, які були родичами імператорської династії Гогенштауфенів. У 1133-1135 роках боровся проти вторгнення чеської армії на чолі із князем Собеславом I. Втім був змушений відступати до річки Одри.
У 1138 році після смерті батька відповідно до «Статуту Болеслава III» Владислава визнано Великим князем Польським. Як володіння окрім Сілезії отримав Краківську, Середзьку землі, східну частину Великої Польщі із містом Гнєзно, Помор'є (частину Померанії). Із самого початку Владислав II став вести політику на об'єднання усіх польських земель під своєю владою. У 1141 році відбувся з'їзд П'ястів у Ленчині (володінні Владислава), де оговорювалися стосунки між братами — Болеславом, Мешко, Казимиром. Проте тут спроби позбавити Владислава II обмежити їх права виявилися марними. Натомість великий князь польський заручився підтримкою великого князя київського Всеволода II, одруживши своїх дітей (Болеслава та Звениславу). У 1142 році спрямував війська на допомогу Всеволоду II, який намагався приборкати Володимирка Володаровича, князя Галицького.
У 1142-1143 роках при підтримці військ Київської держави, князівства Богемського, Бабенбергів Владислав II раптово атакував братів, змусивши їх визнати верховним володарем. Того часу значний вплив у державі перебрав воєвода Пйотр Властович, який в значній мірі визначав зовнішню та внутрішню політику Польщі. У 1144 році після смерті удови та мачухи Владислава виник конфлікт за Ленчинську та Сандомирську землю, яку повинен був успадкувати молодший зведений брат Владислава II — Генріх. Але на неї висунули вимоги Мєшек та Болеслав. Владислав також планував скористатися ситуацією задля розширення власних володінь. Він виступив проти Болеслава, що володів Мазовією, але зазнав поразки. Втім надходження руського війська Всеволода II сприяло перемозі біля Піліци. Внаслідок цієї війни Владислав II отримав Ленчинську землю. Натомість на дяку віддав Всеволоду Київському фортецю Візну.
Разом з тим Владислав II наштовхнувся на протидію воєводи Властовича своїм намаганням позбавити братів отриманих доменів. У 1145 році Властовича було заарештовано та осліплено, а потім заслано до Києва. Втім це викликано незадоволення польської знаті, яке у більшості відвернулося від Владислава. Останній вирішив взяти ініціативу, захопивши усі окремішні польські володіння. Спочатку відняв у брата Блеслава Мазовію, але зазнав поразку біля Познані. Водночас знать інших земель виступила проти Владислава, а Якуб Знінський, архієпископ Гнєзно. Власні війська зрадили Владислава II, тому він був змушений відступати до Кракова, але не зміг зберегти і його та втік до Священної Римської імперії.
Спочатку мешкав у Празі при дворі князя Владислава II, потім перебирається до Німеччини під захист Конрад III Гогенштауфена. Владислав визнав себе васалом Німеччини. В обмін на це Конрад Гогенштауфен намагався повернути того на трон, але марно. Тоді Гогеннштауфен надав Владиславу маєток Альтенбург в Тюрингії. У 1147 році намагався за допомогою папи римського Євгена III повернути владу, але й тут не досяг успіху.
У 1157 році заручився підтримкою нового імператора Фрідриха I Гогенштауфена, який змусив польського князя Болеслава IV визнати владу Священної Римської імперії та віддати Владиславу Сілезію. Втім той не встиг вступити у володіння сілезькою землею, померши 1159 року в Альтенбурзі.

## Родина
Дружина — Агнеса (1111—1157), донька Леопольда III, маркграфа Австрійського
Діти:
- Болеслав (1127—1201) — князь Сілезії
- Рикса (1130—1185) — дружина Альфонсо VII, імператора усієї Іспанії.
- Мешко (1131—1211) — князь Ратиборський, Битомський, Опольський, Краківський
- Конрад (1146—1190) — князь Глогувський
- Альберт (д/н-1168)

## Родовід
Владислав II  веде свій родовід, в тому числі, й від Великих князів Київських Ярослава Мудрого, Володимира Великого та Святослава Хороброго.